# Novo Selo (Želino)
Pour les articles homonymes, voir Novo Selo.
Novo Selo (en macédonien Ново Село ; en albanais Novo Sella) est un village du nord-ouest de la Macédoine du Nord, situé dans la municipalité de Jelino. Le village comptait 667 habitants en 2002. Il est majoritairement albanais.

## Démographie
Lors du recensement de 2002, le village comptait :
- Albanais : 663
- Bosniaques : 1
- Autres : 3